# Зубаревка (Оренбургский район)
Зубаревка — село в Оренбургском районе Оренбургской области. Административный центр Зубаревского сельсовета.

## Этимология
Название села, как и у многих других населенных пунктом с таким окончанием, просходет от имени местных помещиков, которыми здесь были Зубаревы.

## География
Село расположено недалеко от районного центра — Оренбурга.
Часовой пояс
Село Зубаревка как и вся Оренбургская область, находится в часовой зоне МСК+2. Смещение применяемого времени относительно UTC составляет +5:00.

## Население
| 2010 |
| ---- |
| 507  |